# Cipocereus laniflorus
Cipocereus laniflorus es una especie de planta suculenta perteneciente al género Cipocereus, dentro de la familia Cactaceae. Es endémica del sudeste de Brasil.

## Descripción
Cipocereus laniflorus es una especie de cactus arbustivo con tallos columnares de color verde oliva que se ramifican desde la base. Llegan a medir hasta los 2 m de altura y 4 cm de diámetro.
Presenta de 5 a 7 costillas triangulares sobre las que se asientan areolas de color marrón claro a negro. De éstas emergen pelos largos blancos, y con el tiempo, las areolas se fusionan y forman una banda continua sobre las costillas. Además tienen espinas de color marrón oscuro y translúcidas. Entre ellas, se distinguen de 7 a 9 espinas centrales sobresalientes, que miden entre 1,5 y 3 cm de largo. Además de 10 a 14 espinas marginales que miden hasta 1 cm de largo.
Las flores son lanudas y espinosas. Son de color blanco a amarillo crema claro y miden hasta 7 cm de largo y 3,5 cm de ancho. Los frutos son ovoides, acanalados, más o menos de color azul violeta y también son lanudos y espinosos. En su interior encontramos semillas de color marrón.

## Distribución y hábitat
El área de distribución nativa de esta especie es el sudeste de Brasil (concretamente el estado de Minas Gerais) y crece principalmente en el bioma tropical estacionalmente seco.

## Taxonomía
Cipocereus laniflorus fue descrita por los botánicos Nigel Paul Taylor y Daniela Cristina Zappi y publicada por priemera vez en la revista científica Cactaceae Consensus Initiatives 3: 7 en 1997.
Etimología
- Cipocereus: nombre genérico que deriva de la combinación de las palabras cipo (que hace referencia a la Sierra del Cipó en el estado brasileño de Minas Gerais, lugar donde se ubica una de la especies) y la palabra latina cereus (que se traduce como 'vela' o 'cirio'), haciendo alusión a su forma alargada perfectamente recta.[6]
- laniflorus: epíteto específico que deriva de las palabras latinas lana (que significa "lana"), y florus (que significa "flores"), haciendo referencia a las características flores lanudas de la especie.[7]

## Estado de conservación
En la Lista Roja de Especies Amenazadas de la UICN, la especie está clasificada como “En Peligro (EN)”.

## Usos
Se cultiva principalmente como planta ornamental y su propagación se realiza a través de esquejes o semillas.